# Franco Lotti
Franco Lotti (Pontassieve, 7 febbraio 1939) è un ex ciclista su strada italiano, professionista dall'ottobre 1963 al 1964.

## Carriera
Nel 1955 fu campione d'Italia esordienti, e l'anno dopo campione nazionale allievi nella cronometro a squadre. Si dimostrò altrettanto valido anche tra i dilettanti, vincendo oltre venti corse e spesso davanti a futuri professionisti come Felice Gimondi, Franco Bitossi, Vittorio Adorni e Romeo Venturelli. Tra i dilettanti fu anche riserva ai Giochi della XVII Olimpiade di Roma del 1960, e vestì la maglia azzurra ai Mondiali su strada del 1962 a Salò. Totalizzò 45 vittorie su strada nelle categorie minori, di cui 25 da dilettante.
Passò professionista nell'ottobre 1963 con la Cynar. Nel 1964 partecipò a varie competizioni in Italia, tra cui la Milano-Sanremo e numerose classiche del calendario nazionale (come il Giro del Piemonte, la Milano-Vignola, il Giro di Campania, il Giro dell'Appennino, il Giro di Romagna e il Giro del Lazio), oltre al Giro di Lussemburgo, in cui concluse nono in una frazione. Concluse la carriera professionistica a fine 1964, senza aver ottenuto vittorie.
A lui sono dedicate alcune pagine del libro Mugello e Valdisieve in Rosa, pubblicato nel 2017 da Bruno Confortini, in cui viene narrata la battaglia per il titolo italiano dilettanti 1963 con Roberto Nencioli, titolo vinto poi da Michele Dancelli.

## Palmarès

### Strada
- 1963 (dilettanti)

Coppa Mignini-Ponte

## Piazzamenti

### Classiche monumento
- Milano-Sanremo

1964: 102º

## Riconoscimenti
- Targa Campionato Italiano U.I.S.P MTB G.C Rufina - C.C Pontassieve, 22 giugno 2007